# Deux Enfants qui s'aiment
Pour plus de détails, voir Fiche technique et Distribution.
Deux Enfants qui s'aiment (Friends) est un film britannique réalisé par Lewis Gilbert, sorti en 1971.

## Synopsis
Un jeune homme, Paul Harrison, fils d'un riche homme d'affaires britannique vivant à Paris, rencontre une belle et jeune orpheline, Michelle Latour. Les deux adolescents quittent Paris pour se rendre en Camargue. Michelle tombe alors enceinte et accouche d'une petite fille. Le jeune couple et l'enfant mènent une vie de famille jusqu'à ce que la police les retrouve.

## Fiche technique
- Titre : Deux Enfants qui s'aiment
- Titre original : Friends
- Réalisation : Lewis Gilbert
- Scénario : Vernon Harris et Jack Russell, d'après Lewis Gilbert (histoire)
- Musique : Elton John et Bernie Taupin
- Photographie : Andréas Winding
- Montage : Anne V. Coates
- Société de production : Lewis Gilbert Productions
- Société de distribution : Paramount British Pictures
- Pays d'origine :  Royaume-Uni
- Langue originale : anglais
- Format : couleurs (Technicolor) - 1,85:1 - son mono
- Genre : romance
- Durée : 101 minutes
- Dates de sortie : 
  - États-Unis : 24 mars 1971
  - France : 12 juillet 1972
- Affiche : Jacques Vaissier (France)

## Distribution
- Anicée Alvina : Michelle Latour
- Sean Bury : Paul Harrison
- Ronald Lewis : Robert Harrison
- Toby Robins : Mme Gardner
- Joan Hickson : la femme de la librairie
- Pascale Roberts : Annie
- Sady Rebbot : Pierre

## Bande originale
Albums de Elton John
Tumbleweed Connection
(1970) 17-11-70
(1971)
Friends, sorti en 1971, est le quatrième album officiel d'Elton John. C'est un projet que Elton et Bernie Taupin ont entrepris avant leur succès aux États-Unis, et qui a servi comme bande originale du film Friends sorti la même année. Il a été certifié Or en avril 1971 par la RIAA. Il est devenu le troisième disque d'or de Elton en autant de mois sur ce marché (après les albums Elton John en février et Tumbleweed Connection en mars). La chanson-titre a été un succès mineur aux États-Unis (n ° 34 sur le graphique pop) malgré les mauvaises performances du film. L'album a également reçu une nomination aux Grammy Awards en 1972 pour la meilleure partition originale écrite pour un film. 
Les droits de la bande sonore appartiennent désormais à Universal Music Group, qui partage la propriété de la musique de Elton avec lui et qui est également propriétaire du catalogue Paramount Records.
Mis à part la sortie originale du vinyle en 1971, il n'a pas encore été publié en tant que CD autonome, mais la bande originale de Friends est disponible sur le set de 2 CD de Rare Masters (1992), pistes 10-19 sur Disc One, bien qu'avec les pistes dans un ordre différent du LP d'origine. La différence est que "Michelle's Song" change de place avec "Honey Roll" et "Variations on Friends".
Au début des années 1970, John interprète la chanson-titre et "Can I Put You On" en concert, ce dernier apparaissant sur le prochain album, l'enregistrement live 17-11-70 (retitré 11-17-70 en Amérique du Nord). La dernière performance de "Friends" date de 1999.
| 1.  | Friends                                                            |                               | 2:20  |
| 2.  | Honey Roll                                                         |                               | 3:00  |
| 3.  | Variations on 'Friends' (instrumental)                             | John, Taupin, Paul Buckmaster | 1:45  |
| 4.  | Theme (The First Kiss) / Seasons                                   |                               | 3:52  |
| 5.  | Variation on Michelle's Song (A Day in the Country) (instrumental) | John, Taupin, Buckmaster      | 2:44  |
| 6.  | Can I Put You On                                                   |                               | 5:52  |
| 7.  | Michelle's Song                                                    |                               | 4:16  |
| 8.  | I Meant to Do My Work Today (A Day in the Country)                 | John, Taupin, Buckmaster      | 1:33  |
| 9.  | Four Moods (instrumental)                                          | Buckmaster                    | 10:56 |
| 10. | Seasons Reprise (instrumental)                                     |                               | 1:33  |

## Personnel
- Elton John – piano, chant
- Caleb Quaye – guitare
- Dee Murray – basse, chœurs
- Nigel Olsson – batterie, chœurs
- Paul Buckmaster – arrangements des cordes
- Rex Morris – saxophone
- Madeline Bell – chœurs
- Lesley Duncan – chœurs
- Kay Garner – chœurs

## À noter
- Le film a été nommé au Golden Globe du meilleur film en langue étrangère (dans la section en langue anglaise) en 1972 et aux Grammy Awards dans la catégorie Meilleure bande originale.
- Trois ans plus tard (1974), Lewis Gilbert réalise une suite intitulée Paul et Michèle